# Little Scrub Island
Little Scrub Island è una piccola isola disabitata appartenente al territorio britannico di Anguilla. Si trova poco distante dalla costa settentrionale dell'isola di Scrub Island a nord-est della grande isola di Anguilla.
La fauna dell'isola è caratterizzata dalla presenza endemica della lucertola Ameiva corax, un piccolo sauro che può raggiungere la lunghezza di circa 12 cm e che si nutre principalmente delle uova deposte dagli uccelli marini. La presenza dell'animale è un segno distintivo dell'isola tanto che il servizio postale anguillano ha emesso nel 2010 un francobollo con l'immagine della lucertola.
La conformazione rocciosa della costa rende difficile l'approdo e quindi l'isola non è una meta turistica, tuttavia il tratto di mare che la separa da Scrub Island è frequentato dagli appassionati di immersioni.